# Oreophryne anamiatoi
Oreophryne anamiatoi es una especie de anfibio anuro de la familia Microhylidae.

## Distribución geográfica
Esta especie es endémica de la Provincia de las Tierras Altas del Sur de Papua Nueva Guinea. Solo se conoce en su localidad típica en las laderas nororientales de las montañas Muller.

## Etimología
Se le dio el nombre de su especie, anamiatoi, en referencia a Jim Anamiato, del Museo Nacional de Papúa Nueva Guinea, por su inestimable ayuda durante las diversas expediciones, incluida aquella en la que se descubrió esta especie. 

## Publicación original
- Kraus & Allison, 2009 : New microhylid frogs from the Muller Range, Papua New Guinea. ZooKeys, vol. 26, p. 53-76[3]